# Pierrepont, Aisne
Pierrepont är en kommun i departementet Aisne i regionen Hauts-de-France i norra Frankrike. Kommunen ligger  i kantonen Marle som ligger i arrondissementet Laon. År 2022 hade Pierrepont 336 invånare.

## Befolkningsutveckling
Antalet invånare i kommunen Pierrepont
Referens: INSEE